# Kiefernkulturrüssler

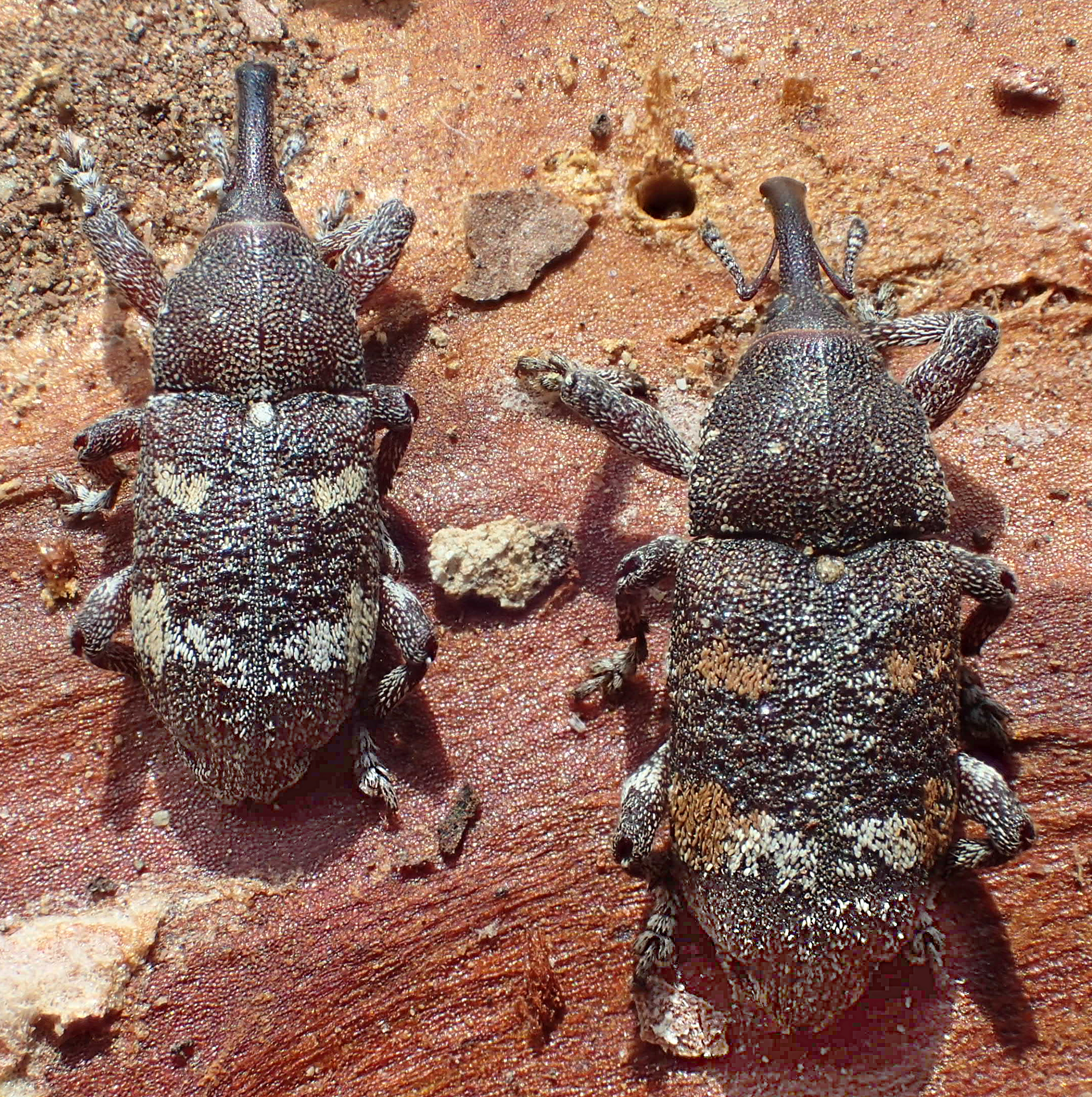
Männchen und Weibchen

Der Kiefernkulturrüssler (Pissodes castaneus, Syn.: Pissodes notatus Fabricius, 1787), auch Kleiner Kiefernkulturrüssler genannt, ist ein Käfer aus der Familie der Rüsselkäfer (Curculionidae). Es handelt sich bei ihm um einen Forstschädling, der bevorzugt vier- bis zwölfjährige Kiefern (Pinus) befällt.

## Merkmale
Der Kiefernkulturrüssler erreicht eine Körperlänge von 5 bis 7 Millimetern und ist kaffeebraun gefärbt. Er hat ein deutlich gekieltes Pronotum. Wie bei allen anderen Arten der Gattung der Kiefernrüssler (Pissodes) endet auch beim Kiefernkulturrüssler der Kopf in einem langen Fortsatz (Rüssel), auf dem auf halber Länge die Fühler entspringen. 
Kiefernkulturrüssler werden etwa zwei bis drei Jahre alt. Eine Generationsdauer beträgt ein Jahr, die Generationsverhältnisse sind jedoch unübersichtlich, da der Käfer während der gesamten Vegetationszeit fortwährend neue Bruten anlegt.

## Verbreitungsgebiet
Das ursprüngliche Verbreitungsgebiet des Kiefernkulturrüsslers umfasst Zentral- und Nordeuropa. Er wurde im 20. Jahrhundert auch nach Nordamerika verschleppt.

## Verursachte Schäden
Die Weibchen des Kiefernkulturrüsslers nagen an den Stellen der Kiefern, wo die Rinde glatt und nicht zu dick ist, Löcher für die Eiablage. Bevorzugt werden die Zweigbasen der unteren Astquirle. Darin legt das Weibchen in den Monaten von April bis September jeweils zwei bis drei Eier ab. Innerhalb von vier Wochen entwickeln sich aus diesen Eiern Larven, die von hellgelber Farbe sind und einen hellbraunen Kopf haben. Die Larven wandern im Bast des Baumes stammabwärts bis zu den Wurzelnansätzen. Etwa fünf Monate nach dem Schlüpfen dringen dort die Larven in das Splintholz ein, wo sie sich in einer Höhle verpuppen. Die Jungkäfer verlassen ihre Puppenkammern und ihre Wirtsbäume durch runde Ausschlupflöcher. 
Die Schäden, die sowohl der Käfer als auch die Larven durch ihren Rindenfraß verursachen, sind vor allem eine Störung des Saftflusses der Bäume. In ihrer Folge verkümmern Zweige und Triebe.